# Портал (Џорџија)
Портал (Џорџија) (енгл. Portal) град је у америчкој савезној држави Џорџија. По попису становништва из 2010. у њему је живело 638 становника.

## Демографија
Према попису становништва из 2010. у граду је живело 638 становника, што је 41 (6,9%) становника више него 2000. године.
| Група             | 2000.       | 2010.       |
| Белци             | 491 (82,2%) | 511 (80,1%) |
| Афроамериканци    | 91 (15,2%)  | 111 (17,4%) |
| Азијати           | 1 (0,2%)    | 1 (0,2%)    |
| Хиспаноамериканци | 7 (1,2%)    | 14 (2,2%)   |
| Укупно            | 597         | 638         |